# Heinz Hansens
Heinz Hansens (* 1949) ist ein deutscher Richter und Fachbuchautor.
Heinz Hansens war Vorsitzender Richter am Landgericht Berlin. Er verfasste mehrere Publikationen zum Vergütungsrecht. Ferner ist er tätig als Referent am Deutschen Anwaltsinstitut e.V. und bei den Münchener Anwaltsseminaren.

## Werke (Auswahl)
- mit Anton Braun und Norbert Schneider: Praxis des Vergütungsrechts. ZAP Verlag, 2007, ISBN 978-3-89655-217-4.
- Die Abrechnung in Verkehrsrechtssachen. ZAP-Verlag für die Rechts- und Anwaltspraxis, 2007.
- mit Günter Swolana: Bundesgebührenordnung für Rechtsanwälte (BRAGO). Kommentar mit Gebührentafeln. Beck Juristischer Verlag, 2007.
- mit  Norbert Schneider: Formularbuch Anwaltsvergütung im Zivilrecht.  ZAP Verlag, 2006, ISBN 3-89655-176-0.
- mit Günter Swolana: RVG. C.H. Beck, 2006.
- mit Anton Braun: ZAP-Vergütungstabellen. Zap-Verlag, 2004.